# نوربرت دورمان
نوربرت دورمان (بالألمانية: Norbert Dörmann)‏ مواليد 31 أغسطس1958 في غيلسنكيرشن لاعب كرة قدم ألماني سابق.

## روابط خارجية
- نوربرت دورمان على موقع قاعدة بيانات كرة القدم.إي يو (الإنجليزية)
- نوربرت دورمان على موقع بيانات كرة القدم. دي إي (الألمانية)
- نوربرت دورمان على موقع عالم كرة القدم.نت (الإنجليزية)